# Маккормак, Марк
Марк Хум Маккормак (англ. Mark Hume McCormack; 6 ноября 1930, Чикаго — 16 мая 2003, Нью-Йорк) — основатель и президент Международной группы управления (англ. International Management Group, IMG).
Маккормак был одним из самых могущественных людей в спорте и модельной индустрии. Его клиентами были деятели спорта Андре Агасси, Тайгер Вудс, Пит Билла, Михаэль Шумахер, Дерек Джитер, Чарльз Баркли, киноактрисы Милла Йовович, Элизабет Хёрли и Лив Тайлер и топ-модели Кейт Мосс, Синди Кроуфорд, Стефани Сеймур, Татьяна Сорокко, Наоми Кэмбелл и Хайди Клум. Он опубликовал множество книг, в том числе бестселлер «Чему не учат в Гарвардской школе бизнеса» (англ. What They Don't Teach You at Harvard Business School).
Маккормак умер в нью-йоркской больнице 16 мая 2003 года после четырёх месяцев, проведённых в коме. Его жена, дочь и трое детей от предыдущих браков впоследствии разделили 750 миллионов долларов США, когда его акции в компании IMG были проданы. В следующем году известный английский кинорежиссёр Ричард Лонкрейн посвятил свой знаменитый фильм «Уимблдон» памяти Марка Маккормака.